# Rimavské Brezovo
Rimavské Brezovo je obec na Slovensku v okrese Rimavská Sobota, v tradičním regionu Malohont. Žije zde 504 obyvatel.

## Historie
První písemná zmínka o obci pochází z roku 1334.

## Památky
- Dvoulodní gotický evangelický kostel s představěnou věží z druhé poloviny 13. století. Fresková výzdoba pochází ze 14. století. K zásadní přestavbě kostela došlo v roce 1893, kdy dostal současnou podobu.